# セルジオ・フランツォイ
セルジオ・フランゾイ（Sergio_Franzoi、1929年7月10日 - 2022年2月16日）は、イタリアの画家兼教師であり、イタリアにおけるポスト表現主義ヴェネツィア派の最後の代表の一人だった。

## 生涯
彼は他のアーティストと同様に、ヴェネツィアのベヴィラクア・ラ・マーサ財団の共同展示会で訓練を受けた。1950年代初頭の写実的な絵画から始まり、彼は表現主義のますます個人的な再解釈に発展し、20年の活動の後、人間の主題だけでなく生物形態の形も描くようになった。グループ展における最初の作品は、その年代の典型的なテーマに特徴があった。
労働の場面から社会的な意味を含むもの（「Pescherecci」1948年、「Pescatori」1952年）への移行後、焦点は景色と風景に移った（「Caldonazzo」1949年、「Capanne sulla spiaggia」1950年、「Case a Burano」1953年、「Paesaggio di Marghera」1953年、「Paesaggio di Malamocco」1953年）。 
彼の作品は続く数十年にわたり、女性の裸体の洗練されたエレガントな探求から特徴的なサインと色によって構成され、人間の体を一種の風景として再発見した。1948年から2000年代初頭まで、彼は地域、国内、国際的な展覧会に参加し、さまざまな賞を受賞した。彼の作品は今日、イタリア国内外の公共および私立の美術展に掲載されている。

## コレクションにある作品
- "Amanti"（恋人たち）, キャンバスに油彩, 75 x 100 cm, 20世紀, A0355, Fondazione Musei Civici di Venezia - Ca' Pesaro, 国際現代美術ギャラリー;[5][6]
- "Dopo la catastrofe"（災害の後）, キャンバスに油彩, 20世紀, 127 x 151 cm, BA0424, Fondazione Musei Civici di Venezia - Ca' Pesaro, 国際現代美術ギャラリー;[7]
- "Il Clown"（道化師）, キャンバスに油彩, 72 x 72 cm, 20世紀, BA0377, Fondazione Musei Civici di Venezia - Ca' Pesaro, 国際現代美術ギャラリー;[8][9]
- "Paesaggio"（風景）, キャンバスに油彩, 74 x 89 cm, 20世紀, BA0531, Fondazione Musei Civici di Venezia - Ca' Pesaro, 国際現代美術ギャラリー;[10][11]
- "Paesaggio di Marghera"（マルゲーラの風景）, キャンバスに油彩, 75 x 70 cm, 20世紀, BA0156, Fondazione Musei Civici di Venezia - Ca' Pesaro, 国際現代美術ギャラリー.[12]